# Campanulales
Campanulales Rchb., 1828 è un ordine di piante angiosperme dicotiledoni.

## Tassonomia
La classificazione tradizionale (Sistema Cronquist, 1981) assegna all'ordine Campanulales le seguenti famiglie:
- Brunoniaceae Dumort.
- Campanulaceae Juss.
- Donatiaceae (Mildbr.) Skottsb.
- Goodeniaceae R.Br.
- Pentaphragmataceae J. Agardh
- Sphenocleaceae Mart. ex DC.
- Stylidiaceae R.Br.

La classificazione APG IV non riconosce questo raggruppamento ed assegna la maggior parte delle famiglie all'ordine Asterales, ad eccezione delle Sphenocleaceae che sono incluse nell'ordine Solanales.